# Chilocarpus torulosus
Chilocarpus torulosus là một loài thực vật có hoa trong họ La bố ma. Loài này được (Boerl.) Markgr. mô tả khoa học đầu tiên năm 1971.